# Scindapsus schlechteri
Scindapsus schlechteri är en kallaväxtart som beskrevs av Kurt Krause. Scindapsus schlechteri ingår i släktet Scindapsus och familjen kallaväxter.
Artens utbredningsområde är Papua Nya Guinea. Inga underarter finns listade.